# Poffertjes

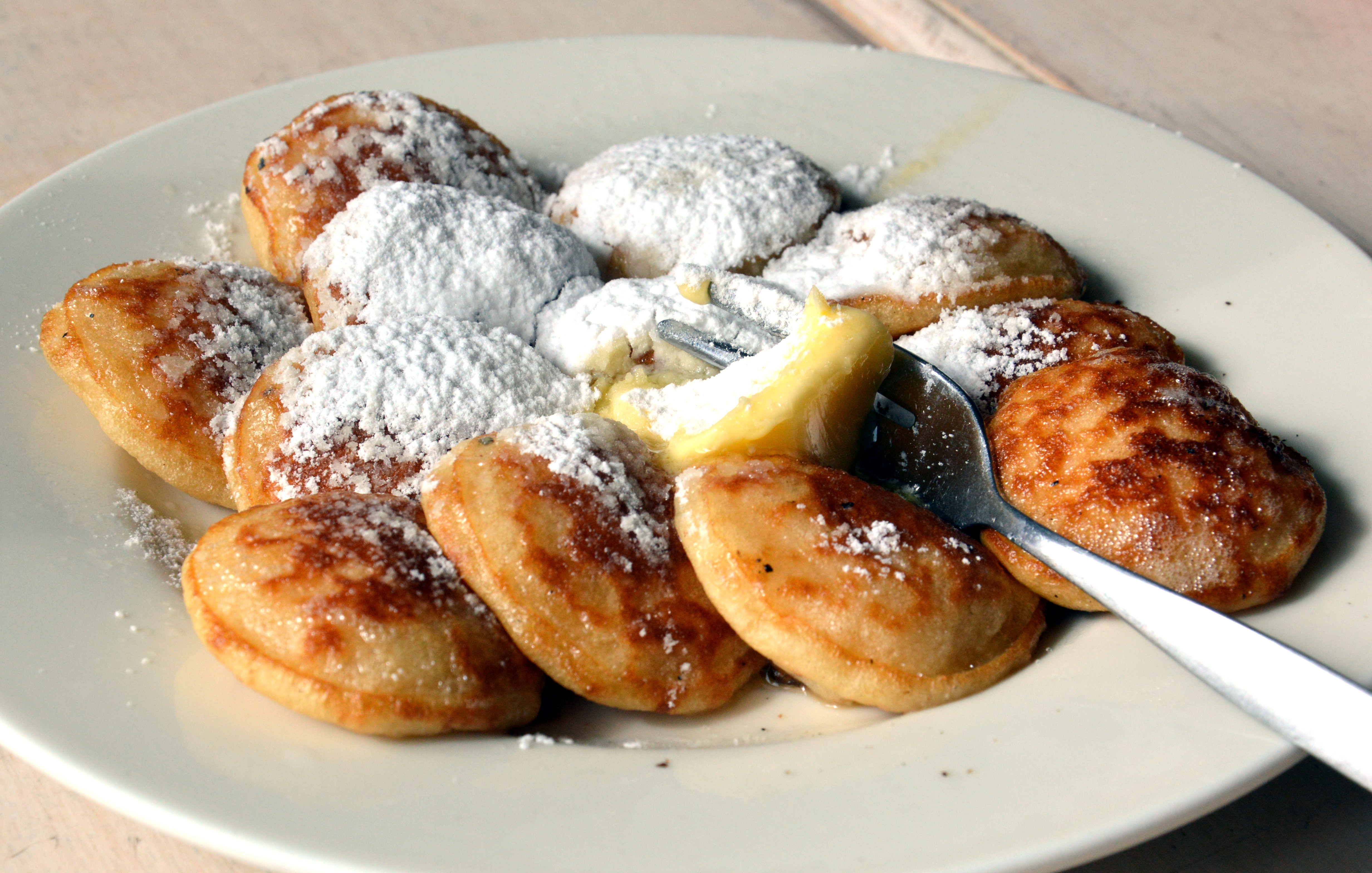
Poffertjes

I poffertjes (ˈpɔfərtjəs, ) sono dei dolci tradizionali olandesi. Sono simili a piccole crêpes, ma più spessi poiché lievitati.
I Poffertjes vengono tradizionalmente preparati con farina di frumento e farina di grano saraceno. A differenza delle crêpes, nell'impasto viene utilizzato un agente lievitante, di solito lievito, e vengono girati durante la cottura quando l'impasto non è ancora completamente solidificato. Di conseguenza, sono ancora più morbidi all'interno e diventano soffici e dorati.
Nei Paesi Bassi i Poffertjes vengono spesso serviti in porzioni di 10-12 pezzi in un piatto o in una scatola con un pezzo di burro al centro e abbondantemente cosparsi di zucchero a velo. Sono disponibili varianti con frutta, gelato o liquore come advocaat.
I poffertjes sono conosciuti anche nella cucina indonesiana grazie agli storici legami che ha l'Indonesia come ex colonia. Si pensa che i poffertjes siano correlati e che abbiano influenzato il kue cubit indonesiano.

## Origine

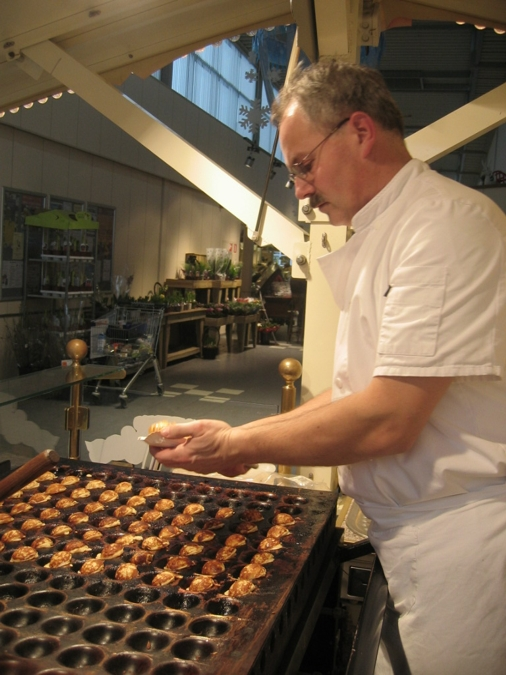
Preparazione dei poffertjes

Il termine "poffertjes" è stato utilizzato per la prima volta come soprannome informale per "sackpistolen", nel diario dell'esploratore olandese Jan van Riebeeck del 1651. La prima menzione dei poffertjes come alimento si trova nella descrizione di una fiera di Amsterdam del 1734. Una ricetta per la loro preparazione è inclusa nel manuale De volmaakte Hollandsche keuken-meid ("La perfetta cuoca-domestica olandese"), pubblicato nel 1746.
I Poffertjes sono considerati un piatto tipicamente olandese, ma la loro origine non è ancora del tutto nota. Una possibilità spesso suggerita è che il piatto abbia avuto origine in un monastero olandese, il che spiegherebbe perché i poffertjes sono anche noti come "broedertjes" ("piccoli frati"). I monaci avrebbero voluto creare una variante più appetibile dell'ostia per i fedeli. Questa spiegazione è poco plausibile, poiché l'ostia ha una funzione sacra e non è vista come cibo. L'associazione tradizionale quale spuntino veloce ed economico consumato soprattutto nelle fiere suggerisce piuttosto un'origine secolare e può anche spiegare la natura un po' scherzosa del nome. Una seconda ipotesi è che i poffertjes siano nati in Francia. Si dice che i monaci vicino a Bordeaux siano stati costretti ad utilizzare una farina di grano saraceno per preparare le ostie nel 1795, in seguito ad una battaglia locale. La ricetta sarebbe stata così apprezzata dai mercanti da diffondere questo piatto ad impasto di farina di grano saraceno anche nei Paesi Bassi durante la Rivoluzione francese, dove si sarebbe poi gradualmente evoluta nella variante odierna. Anche questa ipotesi non è plausibile, in quanto i poffertjes venivano consumati nei Paesi Bassi già prima di allora.
Una spiegazione più plausibile è che siano stati prodotti per caso, originariamente come panetti di impasto caduti accidentalmente su una padella calda e gonfiatisi rapidamente. La pastella dell'impasto, a rapido rigonfiamento, era probabilmente destinata alla cottura del "pofbrood"  o "poffenbrood" (in uso dal 1599), o alla preparazione di waffles, che venivano offerti come i poffertjes nelle fiere. La miscelazione con la più economica farina di grano saraceno o farina di grits, tradizionalmente utilizzata nei Paesi Bassi per la preparazione del porridge, era in origine facoltativa, a giudicare dalla prima ricetta dei poffertjes (vedi sotto). La loro scoperta potrebbe dunque essere stata fatta indipendentemente in diversi paesi, il che spiegherebbe le varietà delle ricette di poffertjes. Ad esempio, in Danimarca esistono gli Æbleskiver (senza farina di grano saraceno) (o i "Munker" in Norvegia).

## Preparazione
La ricetta più antica descritta nel manuale "De volmaakte Hollandsche keuken-meid" fornisce 2 metodi di preparazione dei poffertje:

38. Poffertjes, come prepararle.
Prendi mezzo bicchiere di farina di grano saraceno, mezzo chilo di farina di frumento, 3 uova, un bicchiere di latte e un cucchiaino di lievito mescolato con un po' di zucchero; mescola tutto insieme, lascia lievitare e cuoci i poffertjes.

Un'ottima preparazione alternativa:
Prendi un chilo di farina di frumento, 3/8 di chilo di farina di mais, una manciata di mandorle tritate, una tazza di burro, 4 albumi d'uovo, un cucchiaino di lievito mescolato con un po' di zucchero; mescola con latte fino a raggiungere la consistenza di una crema e cuoci i poffertjes, è eccellente.

La pastella dei Poffertjes moderni è solitamente composta per metà da farina di frumento e per metà da farina di grano saraceno; latte; lievito; un pizzico di sale. A volte viene incluso l'uovo e alcune ricette menzionano lo sciroppo da cucina (keukenstroop), forse per dare al prodotto finito un bel colore dorato. Inoltre, Cees Holtkamp cita una ricetta senza farina di grano saraceno nella sua opera di riferimento "De Banketbakker". In alcuni mix e farine pronte all'uso, il lievito viene sostituito dalla farina autolievitante; in tal caso l'impasto può e deve essere utilizzato immediatamente, poiché dopo poco tempo l'agente lievitante perde il proprio effetto.
In un ristorante o in un chiosco di poffertjes si utilizzano grandi piastre in rame con incavi rotondi per preparare grandi quantità di poffertjes rapidamente. La piastra viene spennellata d'olio con un pennello e quindi riempita con il composto tramite una siringa dosatrice. I poffertjes vengono quindi girati con una forchetta quando il composto non è ancora completamente solidificato. I cuochi di poffertjes in ristoranti o chioschi sono molto abili nel girare rapidamente i poffertjes quasi pronti. Con l'ascesa dei food truck, sono sorti anche quelli per poffertjes.
A casa, si possono preparare facilmente in una padella per poffertjes. In origine si trattava di un piatto rotondo in ghisa con maniglie, con cavità rotonde al suo interno. Oggi sono disponibili anche versioni in alluminio e con rivestimento antiaderente. È anche possibile cuocere i poffertjes in un tostapane o in un grill tramite una speciale piastra per poffertjes, un piatto rettangolare con incavi rotondi. Nei supermercati si trovano anche poffertjes già pronti che possono essere riscaldati nel microonde.

## Tradizioni
A Breukelen, dal 1915 si svolge il cosiddetto poffertjesdag, che ha luogo il 3 ottobre. Durante questa giornata gli alunni delle scuole elementari possono mangiare gratuitamente poffertjes presso il locale Oud Hollandsche Poffertjes en Wafelkraam. Lo stesso giorno si tiene anche una cerimonia in onore dell'ideatore della tradizione, Leonard Corneille Dudok de Wit, un ex residente di Breukelen. I poffertjes forniti sono pagati da un fondo istituito da Dudok de Wit.